# نجات‌آباد (عشق‌آباد)
نجات‌آباد، روستایی در دهستان دستگردان بخش مرکزی شهرستان عشق‌آباد در استان خراسان جنوبی ایران است.

## جمعیت
بر پایه سرشماری عمومی نفوس و مسکن در سال ۱۳۹۵، جمعیت این روستا برابر با ۴۱۸ نفر (۱۲۶ خانوار) بوده است.